# Sergio C. Fanjul

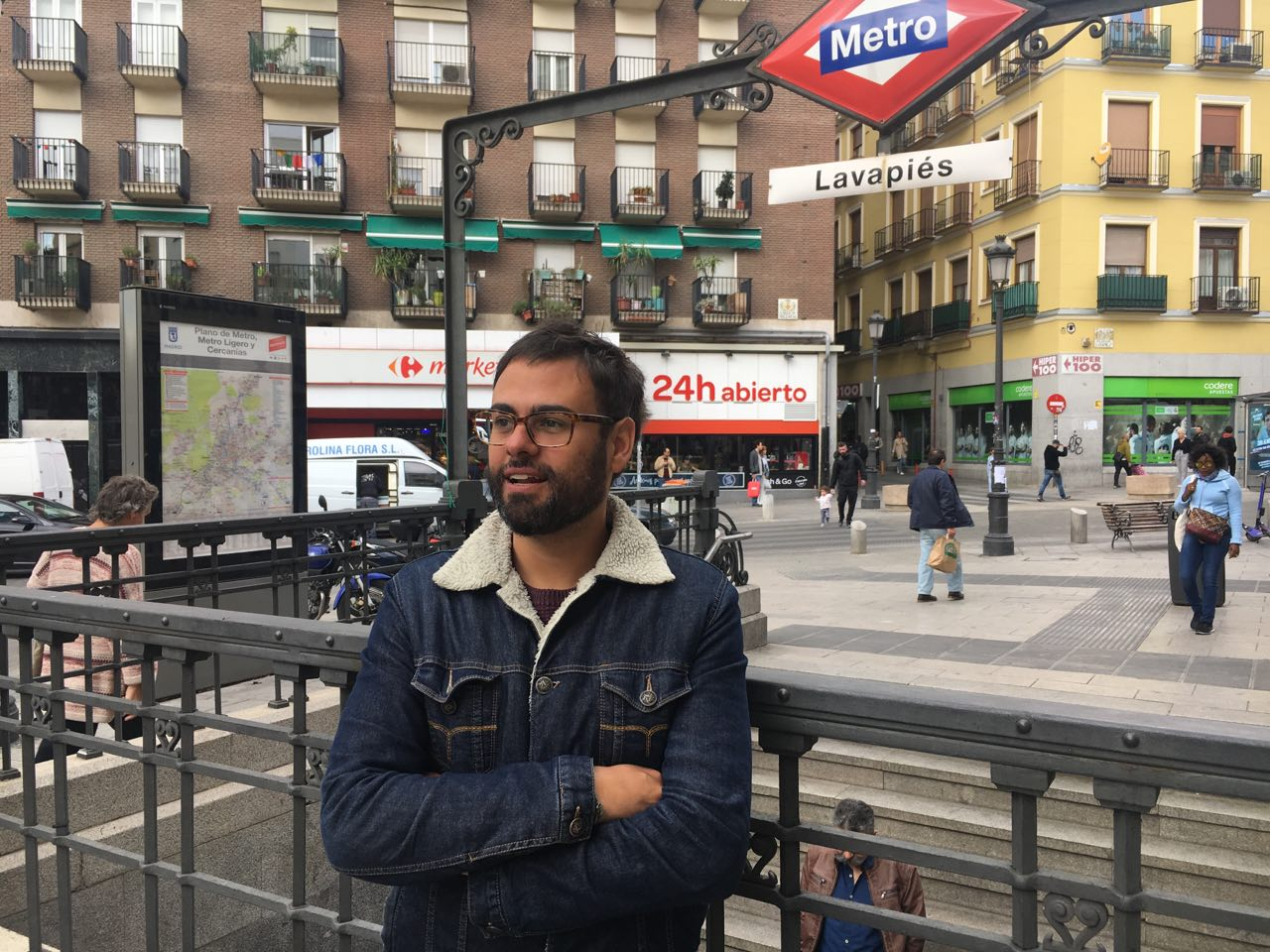
Retrato de Sergio C. Fanjul

Sergio C. Fanjul (Oviedo, 1980) es un poeta, periodista, columnista, guionista y escritor español, profesor de la escuela de escritura creativa 'Hotel Kafka'.Licenciado en Astrofísica en la Universidad Complutense de Madrid, es redactor del diario El País, en la sección de cultura, y autor de la columna sobre actualidad y ciudad 'Bocata de Calamares'. Es autor varios libros de varios géneros y tiene en su haber numerosos premios. Reside en el madrileño barrio de Lavapiés. 

## Biografía
Hijo de la coreógrafa Marisa Fanjul, nació en Oviedo en 1980. En su infancia y primera juventud, por tradición familiar, practicó el ballet y la danza. Desde muy joven fue aficionado a lectura y la escritura, pero su trayectoria académica le llevó por los derroteros de la ciencia, en una de cuyas ramas, la Física, acabó recalando, primero en la Universidad de Oviedo, donde cursó el primer ciclo de la carrera, antes de mudarse a Madrid a los 21 años, en pleno cambio de siglo.   
Es licenciado en astrofísica por la Universidad Complutense de Madrid, donde cursó la especialidad, y Máster en Periodismo por El País/Universidad Autónoma de Madrid. Es periodista del diario El País, donde redacta en la sección de Cultura y escribe la columna Bocata de Calamares, sobre la vida urbana, y otros temas sobre cultura, urbanismo, tecnología, pensamiento o sociedad.   
Ha publicado en otros medios como El Asombrario, BuenSalvaje, Playground, Vice y Forbes  siempre sobre temas como cultura, ciencia, viajes o tendencias.  

## Premios
En 2017 gana el Premio Paco Rabal de Periodismo cultural. Entre sus otros premios se cuentan el Pablo García Baena de Poesía, el Asturias Joven de Poesía, el premio El tren y el viaje de microrrelatos de Renfe, el premio Unicef de acción social o el accésit del premio Jaime Gil de Biedma de Poesía, entre otros.

## Publicaciones
Ha publicado los libros "Pertinaz Freelance" (Visor, 2016, accésit del Premio Jaime Gil de Biedma), Inventario de Invertebrados (La Bella Varsovia, 2015), ganador del Premio de Poesía Pablo García Baena, La Crisis. Econopoemas (Ya lo dijo Casimiro Parker, 2013), Genio de Extrarradio (La Hoja del Monte, 2012) y Otros Demonios (KRK, 2008), ganador de Premio Asturias Joven de Poesía.
En 2018 publica el libro La vida instantánea (Círculo de Tiza) que recopila su escritura en Facebook durante un año.
En 2019 publica el libro  La ciudad infinita, en el sello Reservoir Books de la editorial Penguin Random House. En el recopila sus crónicas de exploración urbana como Paseador Oficial de la Villa de Madrid.
También en 2019 publica el folleto, en edición no venal, Safari Asfáltico, que recoge sus exploraciones en pos de la naturaleza dentro de la ciudad durante el festival Veranos de la Villa de ese año, organizado por el Ayuntamiento de Madrid.
En 2023 publica 'La España Invisible' (Arpa) un ensayo sobre la precariedad, la pobreza y la desigualdad en España.
En 2024 publica 'El padre del fuego' (Aguilar / Penguin Random House) una novela de ideas o no ficción sobre la experiencia de la paternidad durante los dos primeros años del nacimiento de su hija, que coincidió con el fallecimiento de su madre. 

## Radio
Sergio C. Fanjul es radiofonista en el programa literario La Estación Azul de Radio Nacional de España y participa en la tertulia de verano del A Vivir de la Cadena Ser.  
Antes trabajó en el programa poético-cultural Poesía o Barbarie. Sus primeras temporadas tuvieron lugar en la radio municipal de Madrid M21 Radio, espacio por el que pasó buena parte del panorama artístico y poético del país. Luego el espacio fue fichado por la plataforma de podcast Podium Podcast, de Prisa Radio, grabado en los estudios de la cadena SER, donde el programa se dedicó a explorar asuntos contemporáneos como el espacio urbano, el Fin del Mundo, el poliamor y los nuevos afectos, la amenaza tecnológica o la precariedad. 
Es también autor de un podcast, dentro de la serie In Situ de Podium Podcast, sobre el fenómeno de los escanciadores migrantes en Asturias.

## Performance
Es miembro, junto a Liliana Peligro, del dúo polipoético Los Peligro. Con su poesía en escena han actuado en la Feria del Libro de Guadalajara (México), en los Institutos Cervantes de Madrid y Nueva York, o en los festivales Eñe (Madrid), Irreconciliables (Málaga), Logroño Spoken Word, Surada Poética (Santander), Noche Blanca de Oviedo, Cosmopoética (Córdoba), Versátil (Valladolid), Poética Contemporánea (Madrid) o Inverso (Madrid).